# Humanismo religioso

Humanismo

El Humanismo Religioso es una corriente religiosa que busca integrar la filosofía del humanismo con rituales religiosos y creencias centradas en la ética fuera de cualquier indicio del actuar de Dios en la libertad humana,   el avance científico y las necesidades y aspiraciones humanas. Rechazando toda referencia a entidades o principios sobrenaturales. El humanismo religioso, tal como se entiende a partir del siglo XX, rechaza toda revelación, la moralidad basada en normas dictadas por una divinidad y todo aquello que pueda calificarse de
sobrenatural. Se distingue del llamado humanismo secular en que mantiene formas de organización y prácticas similares a las de las religiones convencionales, aunque desprovistas de todo contenido sobrenatural.
Aunque los practicantes del humanismo religioso no han llegado a organizarse bajo este nombre, existen algunas asociaciones religiosas, así como corrientes internas dentro de algunas iglesias liberales, que defienden los valores y los principios del humanismo religioso.

## Orígenes
De forma convencional, suele citarse el año 1933 como fecha de fundación del humanismo religioso al publicarse en Estados Unidos el Manifiesto Humanista, documento que proclama y sintetiza las bases fundamentales del movimiento. Sin embargo, antes de esa fecha ya existían algunos movimientos y tendencias que defendían las ideas del humanismo religioso.

### El Culto a la Razón francés
El Culto a la razón fue una fiesta cívica organizada en los tiempos de la Revolución francesa, principalmente por Jacques Hébert y Pierre Gaspard Chaumette. Asimismo, en 1793, la catedral de Notre-Dame fue convertida temporalmente en un "Templo a la Razón".

### Positivismo
A mediados del siglo XIX, el filósofo Auguste Comte, fundador de la sociología, creó el movimiento llamado Positivismo, definido como "una religión de la humanidad".

### Asociación Religiosa Humanística
Una de las organizaciones precursoras del humanismo moderno fue la Asociación Religiosa Humanística, creada en 1853 en Londres. Este grupo se regía por principios democráticos y con igualdad de género, y promovía el estudio de las ciencias, la filosofía y las artes.

### Cultura Ética
El movimiento de Cultura Ética fue fundado en 1876 en Nueva York por Felix Adler, rabino del judaísmo reformado. Adler creó Cultura Ética como una nueva religión que prescindiría de toda noción no-científica, al tiempo que conservaría el mensaje ético presente en todas las religiones. Adler creía que las religiones tradicionales eran incompatibles con una visión científica del mundo, pero que no debían perderse las principales aportaciones éticas y morales de la religión. Desde entonces, los centros de Cultura Ética han ido asumiendo un carácter más marcadamente religioso (como rituales) para celebrar determinados eventos y para dar mayor trascendencia a sus ideales humanísticos fundacionales.

## ElManifiesto Humanista(1933)
En 1933, un grupo de 34 pensadores, ministros religiosos (principalmente de la Iglesia unitaria) y científicos publicaron un manifiesto en el que expresaban la necesidad de organizar la religión sobre bases científicas y éticas, dejando definitivamente de lado los dogmas del pasado que lastraban el avance humano. El documento incluía una lista de quince puntos en que se delineaban los cambios que debían aplicarse para avanzar hacia una religión natural y científica y una sociedad cada vez más igualitaria y basada en la cooperación.
Desde entonces se han fundado diversos grupos y asociaciones basadas en los principios enumerados en el Manifiesto Humanista, entre las que destacan, la Asociación Humanista Americana. Asimismo, existe una corriente de humanistas religiosos dentro de la Asociación Unitaria Universalista norteamericana.
Posteriormente se han publicado otros documentos con el propósito de renovar y actualizar los postulados del Manifiesto Humanista original. Cabe destacar el llamado Manifiesto Humanista II (1973) y el Manifiesto Humanista 2000.

## Organizaciones humanistas en Europa e internacionales
En diversos países de Europa existen organizaciones que practican el humanismo religioso. Destacan la "Comunidad Religiosa Libre" (Freie Religiöse Gemeinde), fundada en Alemania en la segunda mitad del siglo XIX, y el movimiento "Mar de Fe" (Sea of Faith) en Gran Bretaña, entre otras. Humanistas religiosos y seculares colaboran juntos en asociaciones internacionales, principalmente la Unión Humanista y Ética Internacional (International Humanist and Ethical Union, o I.H.E.U.).